# Rod Hull
Pour les articles homonymes, voir Hull.
 (septembre 2019).
Si vous disposez d'ouvrages ou d'articles de référence ou si vous connaissez des sites web de qualité traitant du thème abordé ici, merci de compléter l'article en donnant les références utiles à sa vérifiabilité et en les liant à la section « Notes et références ».
Rodney Stephen Hull, né le 13 août 1935 sur l'Île de Sheppey (Kent) et mort le 17 mars 1999 à Winchelsea (Sussex de l'Est), est un humoriste anglais et un artiste populaire à la télévision britannique dans les années 1970 et 1980. Il est rarement apparu sans Émeu, une marionnette muette et très agressive sur le modèle de l'émeu, oiseau australien sans vol.

## Profession
Hull est né sur l'Île de Sheppey, Kent, Angleterre en 1935. Il a fréquenté la Delamark Road School et la County Technical School, à Sheerness. Après un service national dans la RAF, il se qualifie comme électricien. Il épousa sa première femme Sandra en 1958 ; ils ont eu deux filles, Deborah et Danielle.
Son premier emploi à la télévision a été en tant que technicien d'éclairage avec TCN Channel 9 à Sydney, après avoir déménagé en Australie en 1961. Il a ensuite commencé à apparaître à l'antenne, notamment en tant que gendarme Clot dans Kaper Kops de Channel 9 avec Reg Gorman et Desmond Tester, un segment régulier de sa programmation de l'après-midi pour enfants. Clot s'est avéré très populaire et a rapidement gagné son propre segment, Clot in the Clouds, qui dépeint l'agent Clot rêvant d'avoir d'autres professions, comme un chirurgien du cerveau de renommée mondiale, « Blood Clot ».
Plus tard, il a travaillé avec Marilyn Mayo en tant que co-animateur d'une émission de télévision pour enfants, The Super Flying Fun Show, jouant un personnage loufoque nommé « Caretaker Clot », une extension de son rôle Kaper Cops. Hull a d'abord utilisé Emu comme marionnette dans ce spectacle. Il y a des rapports contradictoires quant à la façon dont cela s'est produit : Hull a déclaré: « Bien sûr, je l'ai trouvé dans un placard, mais je l'avais mis là en premier lieu. Je l'ai concocté, personne d'autre ». Cependant, un producteur de Channel Nine, Jim Badger, a rappelé qu'il avait demandé à un Hull réticent d'utiliser Emu. L'oiseau est ensuite devenu une partie régulière de Hull ensemble sur les cabarets de retour au Royaume-Uni et en Australie.
Hull retourna en Grande-Bretagne en 1971 et signa avec International Artists (après qu'Emu a rattrapé le bureau). Peu de temps après, son succès australien se traduit dans son pays natal avec Hull apparaissant sur plusieurs enfants et adultes spectacles de divertissement léger.
Sa première apparition à la télévision au Royaume-Uni est venu sur l'émission ITV Saturday Variety, mais c'est son apparition dans le 1972 Royal Variety Performance qui a fourni son tremplin à la reconnaissance nationale.
Hull était un fan du club de football Bristol Rovers, et il a enregistré une chanson appelée « Bristol Rovers All the Way » en 1974, avec l'équipe de l'époque.

## Émeu
La marionnette de Hull représentait un côté de sa personnalité qui a permis à l'artiste de créer une sorte de ravages joyeux, tout en n'étant apparemment pas à blâmer pour cela. Cela a été facilité par la vanité simple mais efficace d'un faux bras attaché à la veste de Hull, qui berçait l'émeu, faisant ainsi apparaître que le cou et la tête se déplaçaient de sa propre volonté. Ce mouvement apparemment indépendant a donné l'illusion que l'oiseau avait sa propre personnalité, ce qui impliquait des attaques soudaines, non provoquées et violentes contre quiconque et tout ce qui s'approchait trop près. Au cours de ces événements, Hull tentait en demi-teinte de retirer l'oiseau mal conduit de sa victime, mais il se laisait souvent dans les fracas, se déroulant sur le sol pour créer une scène de chaos.
Lorsque Hull a quitté The Super Flying Fun Show et l'Australie, un double d'Emu a été fait afin que le personnage pourrait continuer sur le spectacle, au grand dam de Hull, et l'humoriste Marty Morton a repris la position de co-animateur de Hull en Australie.
Hull et Emu étaient des habitués de l'Hudson Brothers Razzle Dazzle Show, qui a été diffusé pendant une saison en tant qu'émission pour enfants le samedi matin sur le radiodiffuseur américain CBS en 1974-1975.
Il n'y avait apparemment pas de limites au comportement scandaleux d'Emu. En 1972, il a détruit le bouquet de fleurs de la Reine Mère lors de la mise en ligne après-spectacle à la Royal Variety Performance susmentionnée, après quoi il est apparu dans de nombreux autres spectacles. Pendant 1976 Hull et l'incontrôlable Emu ont fait leurs apparitions les plus célèbres quand Emu a attaqué à plusieurs reprises Michael Parkinson pendant son talk show éponyme, amenant finalement l'interviewer à tomber de sa chaise. Billy Connolly, un autre invité, a menacé : « Si cet oiseau s'approche de moi, je lui briserai le cou et votre bras ensanglanté ! » Peut-être conscient de son avenir professionnel, Hull a rapidement obtenu son « animal de compagnie » de retour sur le meilleur comportement. Plus tard, Parkinson a déploré le fait que, malgré tous les invités vedettes qu'il avait interviewés au cours de sa carrière, on se souviendrait toujours de lui pour « cet oiseau sanglant ».
Cela a conduit à sa propre série télévisée Emu's Broadcasting Company (1975-1980), Emu's World, EMU TV et Emu's All Live Pink Windmill Show.
Il a fait l'objet de This Is Your Life en 1982 quand il a été surpris par Eamonn Andrews.
En 1983, il s'est rendu en Amérique où il est apparu sur le Tonight Show, attaquant Johnny Carson, même après qu'il a été dit de ne pas le faire par les producteurs, et Richard Pryor dans l'une des premières apparitions publiques de l'humoriste après avoir subi une chirurgie reconstructive d'urgence majeure sur son visage.

## Plus tard dans la vie
À la fin des années 1980, Hull a acheté Restoration House à Rochester pour 270 000 livres sterling, mais le coût des rénovations et une facture d'impôt impayée a entraîné la faillite en 1994. La deuxième femme de Hull, Cher Hylton-Hull, avait déjà une fille, Catrina, et le couple eut trois enfants ensemble : Toby, Amelia et Oliver. Cher, qui avait joué un rôle déterminant dans son succès, s'installa dans son pays d'origine, l'Australie, avec les enfants, tandis que Hull resta en Angleterre et s'installa dans un chalet de berger dans l'East Sussex.
Hull a été moins souvent dans l'œil du public au cours des années 1990, apparaissant dans des publicités sur la pantomime et la télévision, et remportant le prix « Fumeur de l'année » en 1993. Néanmoins, son nom est resté bien connu, et les comédiens Richard Herring et Stewart Lee inclus un « pas Rod Hull » caractère dans leur 1996 émission de télévision sketch, Fist of Fun, joué par Kevin Eldon. Ce personnage a été interprété comme une imitation grotesque de Hull, et a finalement été démasqué par le vrai Rod Hull, qui est apparu (moins Emu) dans le dernier épisode de la série. Ce devait être l'avant-dernière apparition de Hull à la télévision.
Un documentaire de 2003 de Channel 4, Rod Hull: A Bird in the Hand, suggère que Hull nourrisse un ressentiment croissant envers sa marionnette, estimant que le succès de l'oiseau l'empêche de poursuivre d'autres avenues dans le show-business. Il se voyait, selon les responsables de l'émission, comme un artiste talentueux qui aurait pu développer une carrière plus variée dans l'industrie du divertissement s'il n'avait pas été forcé à plusieurs reprises de jouer le rôle de « et Emu ». Hull s'est plaint une fois, « Je veux écrire, mais Emu ne me laisse pas le temps. Je veux être un comédien à part entière, mais encore une fois Emu ne me laissera pas le faire ».

## Mort
Le 17 mars 1999, Hull est monté sur le toit de son bungalow, à Winchelsea, dans l'East Sussex, pour ajuster son antenne de télévision. Il a glissé du toit et est tombé à travers une serre adjacente. Il a subi une grave fracture du crâne et des blessures à la poitrine, et a été déclaré mort à son arrivée à l'hôpital de Hastings. À la suite d'une enquête, le coroner, Alan Craze, a enregistré un verdict de mort accidentelle.

## Héritage
Avant la mort de Hull, Lee et Herring avaient prévu de faire revivre leur personnage « pas Rod Hull » pour leur série contemporaine, This Morning with Richard Not Judy, mais bien qu'ils aient filmé plusieurs sketches - dans lesquels le personnage mourrait après avoir joué un inutile cascade - les images n'a jamais été utilisé. Au lieu de cela, le dernier épisode de la deuxième et dernière série de This Morning with Richard Not Judy s'est terminé par un sketch post-crédits mettant en vedette le personnage de Rod Hull de Kevin Eldon, s'évanouissant à une simple lecture de dédicace « Cette série est dédiée à Rod Hull » ».
Hull et Emu ont également fait l'objet de la chanson « No One Knew The Real Emu » de The Toy Dolls.
À la mort de Hull, Michael Parkinson se sounove qu'il avait trouvé qu'il était « un homme très charmant, intelligent et sensible, contrairement à l'Emu. » Il observa que la marionnette était le côté sombre de la personnalité de Rod, et très drôle, à condition qu'elle ne soit pas au-dessus de vous. "
Son fils Toby a fait sortir Emu de sa retraite pour la première fois depuis la mort de son père pendant la saison 2003 de la pantomime, apparaissant dans Cendrillon au Theatre Royal de Windsor. Toby Hull et Emu sont apparus dans leur propre série sur CITV.
En juin 2018, Phil Fletcher célèbre pour sa création Hacker T. Dog pour CBBC (chaîne de télévision) a acheté l'une des dernières marionnettes Emu restantes pour 8 860 euros aux Chippenham Auction Rooms dans le Wiltshire.